# Pied bleu
Lepista nuda
Rhodopaxillus nudus
Espèce
Le pied bleu est le nom vernaculaire français du tricholome nu (Tricholoma nudum ou Rhodopaxillus nudus), une espèce de champignons basidiomycètes, excellent comestible, rattaché à la famille des tricholomatacées.

## Description

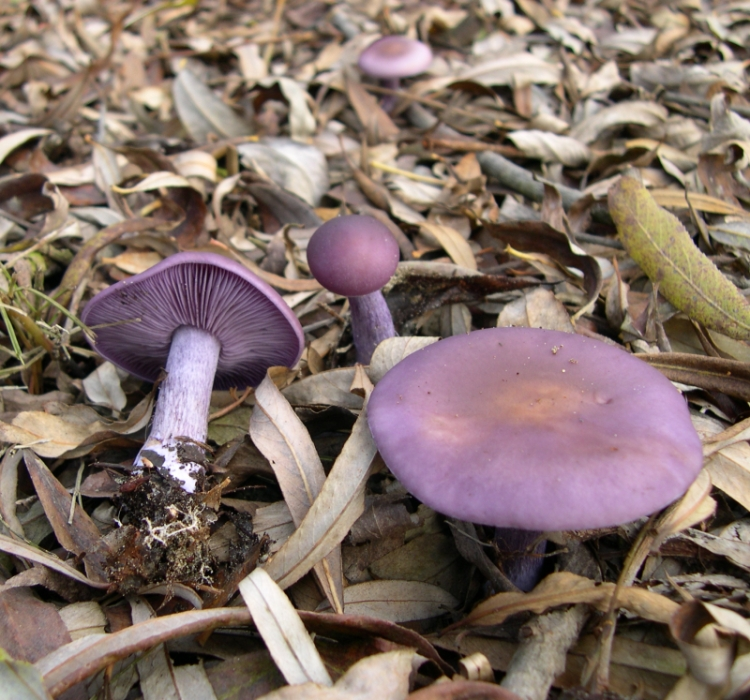

- Chapeau : charnu, 2-12, voire 15 cm de diamètre piléique, au début fortement convexe, puis plan, obtus ou parfois légèrement mamelonné, à marge d'abord enroulée, parfois irrégulière avec l'âge, d'un beau bleu-violacé, gris violet, gris brunâtre, souvent nuancé de brun ou de roussâtre surtout au centre s'étendant avec l'âge, un peu hygrophane par temps humide. La marge n'est jamais striée. Surface très lisse, humide, nue (d'où l'épithète latine), sauf l'extrême bord qui est pruineuse dans la jeunesse.
- Stipe : 2 à 10 cm sur 1 à 3 cm, robuste charnu à fibreux élastique, plein puis devenant creux, lilacin, violet clair ou gris violacé, un peu bulbeux vers la base s'évasant sous les lames, rayé de fibrilles longitudinales blanchâtres à argentées sur fond violet, un peu floconneux sous les lames et souvent duveteux à la base par le mycélium violet clair.
- Lames : inégales, étroites (3 à 9 mm), arquées-décurrentes, mais un peu échancrées au contact du pied, serrées, intercalées de lamelles et lamellules, se séparant en bloc, d'un superbe violet, plus vif que le chapeau, pâlissant puis brun terne par l'âge. Sporée légèrement rosée.
  - Chair : assez épaisse, à la fois tendre et cassante, fibreuse dans le pied, blanche, teintée de violacé dans le haut du pied, odeur agréable, un peu anisée et fruitée, caractéristique, rappelant celle des Clitocybes hygrophanes. Saveur douce.

## Écologie
C'est un champignon tardif en saison qui vient surtout après les premiers froids, dans les bois de feuillus comme de conifères, sur les végétaux en décomposition (branches, brindilles et feuilles ou aiguilles), en troupes souvent nombreuses. Il forme assez fréquemment des ronds de sorcières.

## Comestibilité

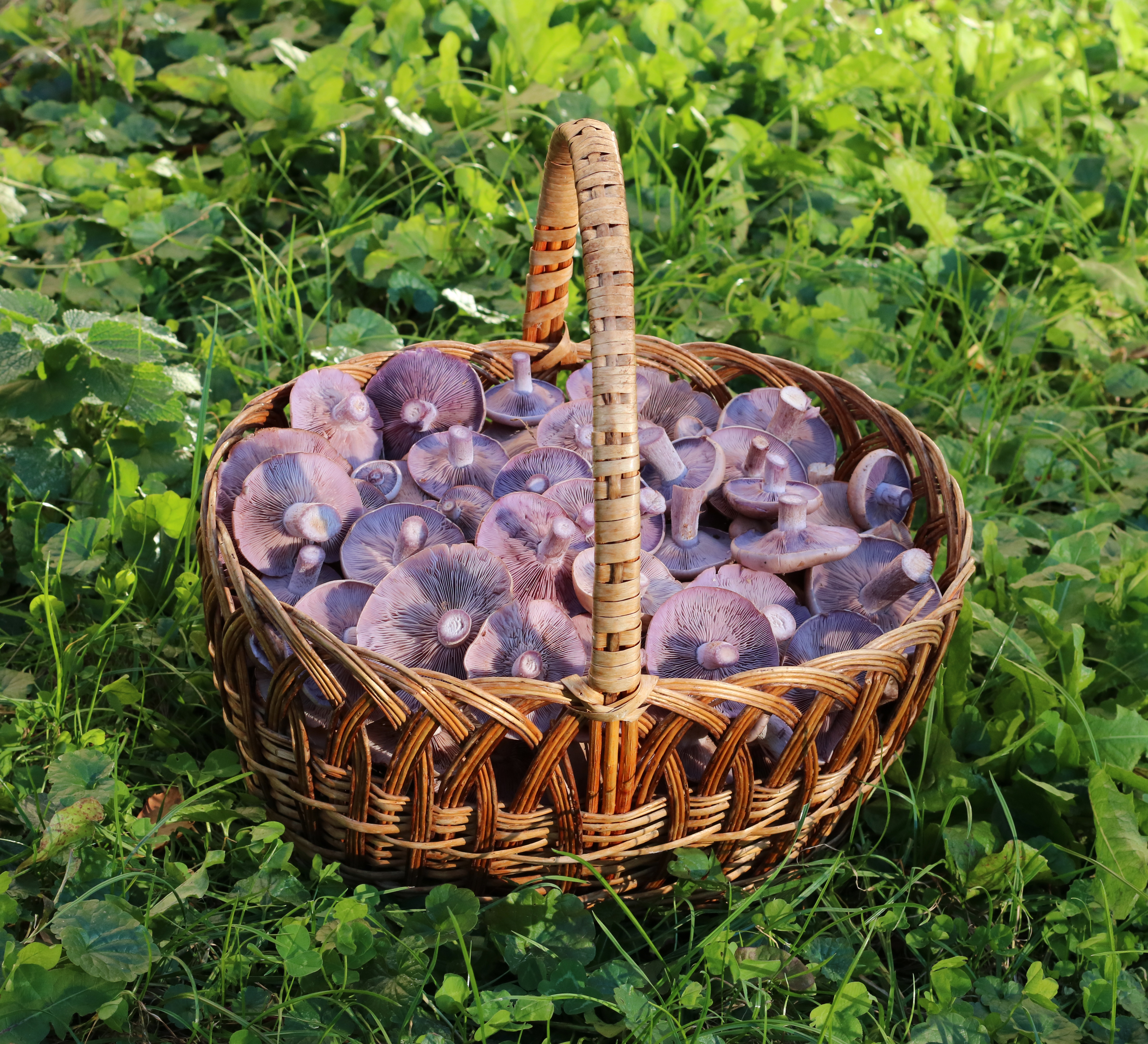
Un panier de pieds bleus

Le pied bleu est un comestible recherché pour sa chair tendre et parfumée. Son goût un peu sucré peut parfois déplaire ou au contraire être une des raisons de sa recherche par certains amateurs. De rares cas de syndromes digestifs ont été signalés en cas de consommations trop abondantes, répétées et surtout de champignons trop avancés. Il est conseillé de ne cueillir que les exemplaires plus jeunes (violets, fermes, marge enroulée) et d'éviter les exemplaires âgés, gelés ou imbus (gorgés d'eau).
Par ailleurs, ce champignon est très solidaire de son mycélium, qui est arraché quand on le ramasse sans précautions. De plus, l'espèce a une forte capacité de concentration du césium 137.

## Espèces voisines et confusions possibles
La variété glaucocanus est blanc violacé avant de perdre tous ses pigments bleus. La variété sordidus, (élevée ci-dessous au rang d'espèce par certains auteurs) d'un violet plus pourpré, quoique fugace, vient hors des bois, plutôt en touffes, avec une prédilection pour les lieux fumés des prés et pâturages.
Les espèces les plus proches sont d'autres Lepista (Rhodopaxillus), notamment Lepista personata = Lepista saeva = anserina (le Pied violet ou petit Pied bleu), à chapeau et lames pâles, seul le pied étant d'un beau violet ; Lepista sordida. Ces champignons sont comestibles.
Les débutants confondent souvent le pied bleu avec les cortinaires de la section Caerulescens Cortinaire violet, qui possède un profil très différent, avec souvent des restes de cortine et affiche une couleur beaucoup plus foncée, nullement lilacée. Ce Cortinaire est sans intérêt gastronomique et plutôt à rejeter, son odeur forte étant nauséeuse.
La confusion est également possible avec Cortinarius purpurascens (le Cortinaire purpurescent).

## Galerie

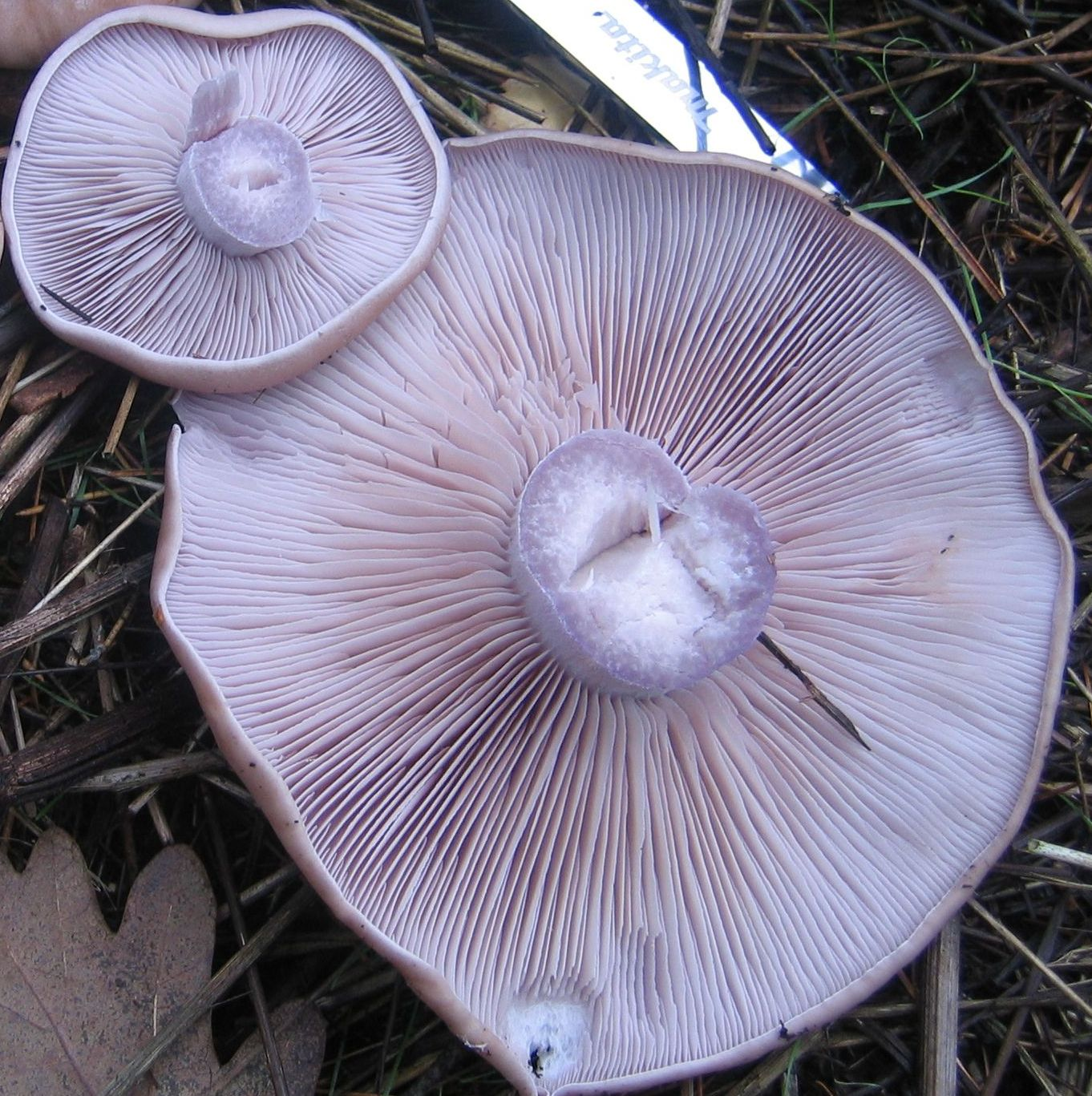
Lames serrées de Lepista nuda.
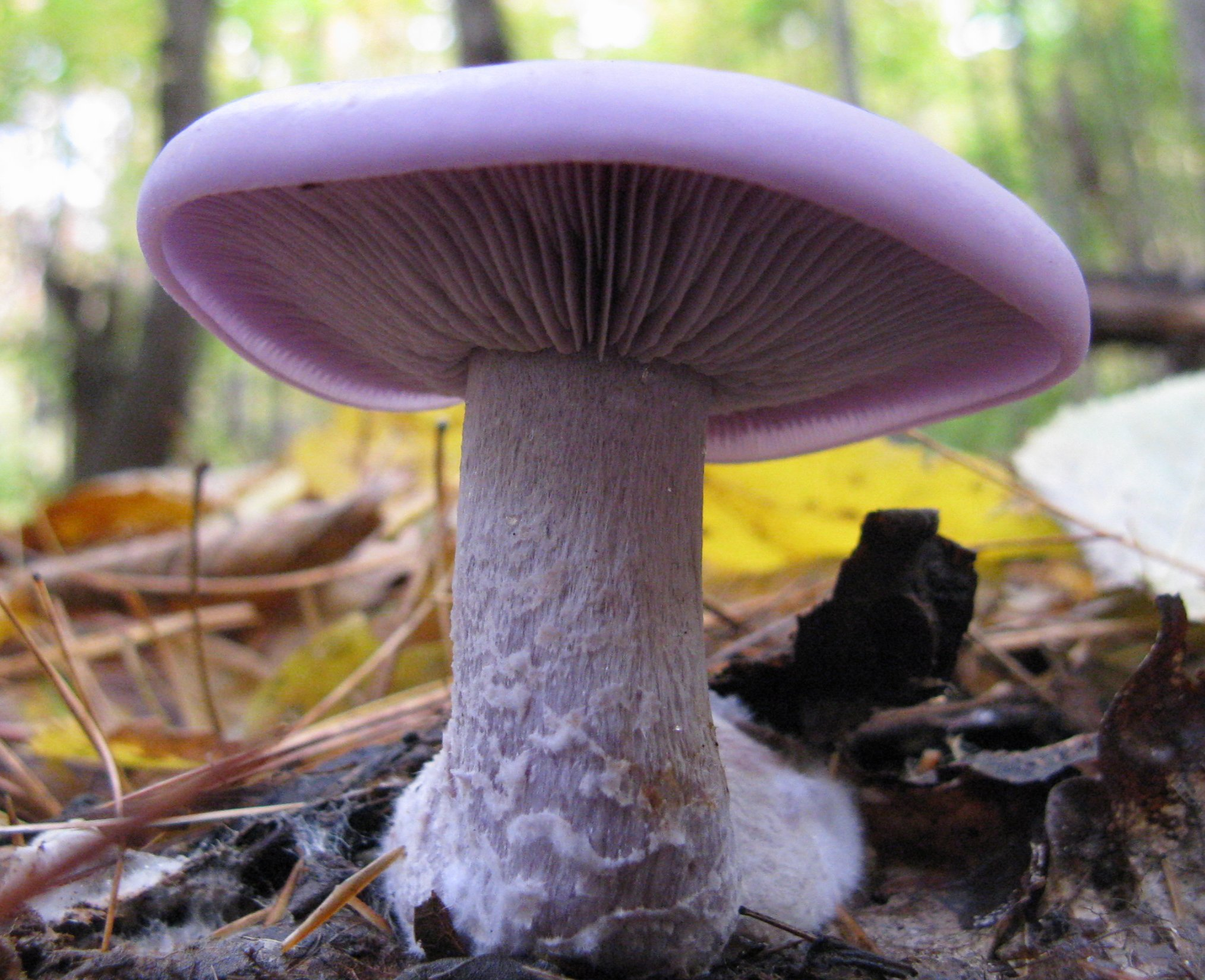
Pied duveteux et mycélium.
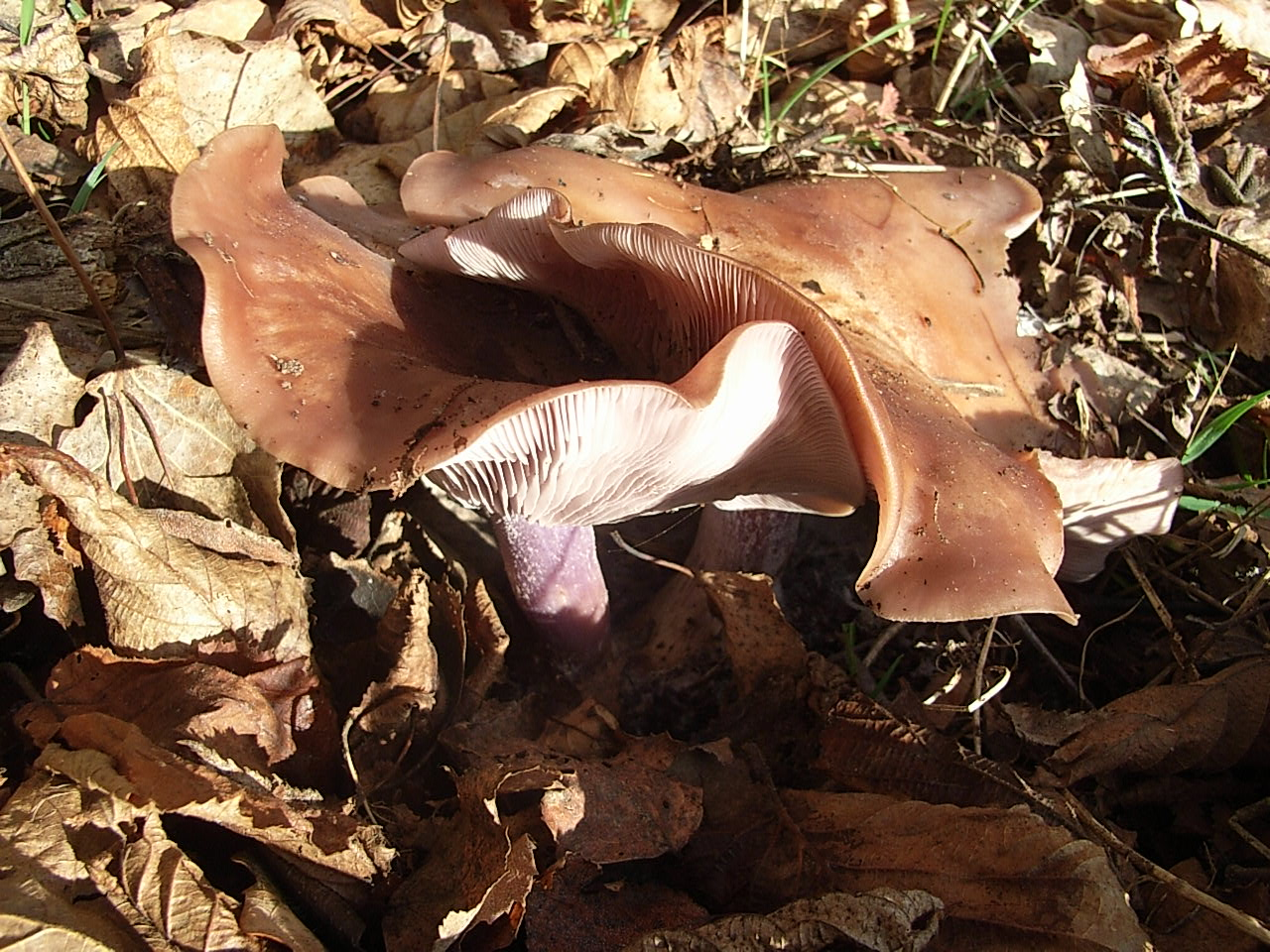
Exemplaires adultes virant au brun.
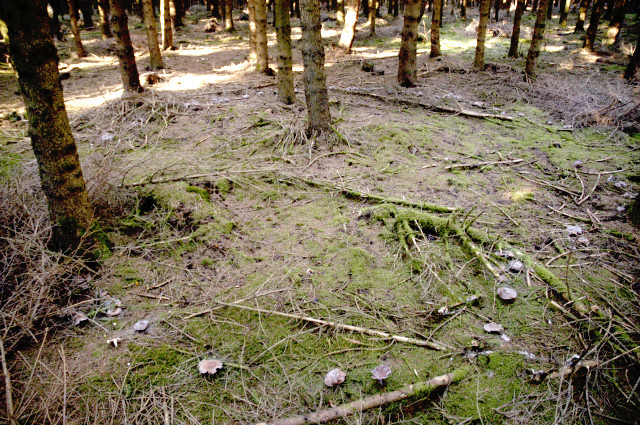
Rond de sorcières